# Mosteiros Airport
Mosteiros Airport är en nedlagd flygplats på ön Fogo i Kap Verde. Den anlades på iniativ av Aero Clube de Cabo Verde och landningsbanan, som fortfarande finns kvar, är av grus. Inga byggnader finns kvar på platsen.
Flygplatsen stängdes till fördel för 
São Filipe Airport på sydvästra sidan av ön.